# Маріе Реісік
Маріє Реісік (ест. Marie Reisik; 13 (25) січня 1887, Кілінгі-Нимме — 3 серпня 1941, Таллінн) — естонська політична діячка і борець за права жінок. Депутат естонського парламенту 1919, 1929, 1932 років.

## Життєпис
Народилася в сім'ї торговця. 
Початкову освіту здобула в школі грамотності для дівчат міста Пярну. Далі продовжила свою освіту у франції, де отримала диплом вчителя французької мови на курсах Альянс Франсез. Від 1909 до 1921 року працювала вчителькою французької мови в школах Таллінна та Пярну. 1911 року вийшла заміж за юриста Петера Рейсіка. 1919 року подружжя переїхало до Таллінна, дітей вони не мали. Тричі її обирали до естонського парламенту: в 1919, 1929 та 1932 роках. Від 1907 до 1919 року була однією з засновниць та провідних фігур жіночого товариства міста Тарта, а також була його почесним членом від 1932 року. Від 1911 до 1918 року працювала редактором журналу Naiste Töö ja Elu toimetus, від 1926 року — журналу Naiste Hääl. В 1925 році разом із Айно Каллас представляла Естонію на світовому конгресі жінок. 
Похована на цвинтарі Лійва в Таллінні.

## Джерело
- Національна бібліотека Естонії (ест.) [Архівовано 8 січня 2017 у Wayback Machine.]